# Empire: Total War: The Warpath Campaign
Empire: Total War: The Warpath Campaign is een uitbreiding van het computerspel Empire: Total War. Het richt zich op de gevechten tussen de Europeanen en Indianen gedurende het begin van de 19e eeuw in Noord- en Midden-Amerika. De uitbreiding werd uitgegeven in september 2009 via online download. 

## Facties
Het gebied waar de uitbreiding zich afspeelt is Noord-Amerika en Midden-Amerika. Het is alleen mogelijk om als indianen stammen te spelen. Dit zijn niet de enige facties in het spel, maar wel de enige speelbare. Onder de niet speelbare vallen onder andere:
- Verenigde Staten
- Spanje
- Nederland
- Engeland

Onder de speelbare Indianen facties vallen:
- Iroquois
- Cherokee
- Huron
- Pueblo
- Prairie-indianen

## Technologie
Nieuwe uitvindingen zijn beschikbaar om te onderzoeken in de uitbreiding, echter geldt dit alleen voor indianen facties. Er is een mogelijkheid om onder andere ijzeren wapens te onderzoeken en te leren omgaan met westerse wapens, zoals de musket en kanonnen. 
Er zijn ook nieuwe agents toegevoegd aan het spel, bijvoorbeeld de scout en sjamaan, die exclusief door de Indianen gebruikt kunnen worden. De scout kan een poging doen om vijandige legers saboteren en generaals doden, dit kan ook mislukken. Als dit mislukt kan het gebeuren dat hij wordt geëxecuteerd door de vijand, er bestaat ook een mogelijkheid dat hij vlucht. Tevens komt het vaker voor dat hij kan vluchten dan dat hij wordt gedood. De sjamaan kan steden bekeren tot het animisme, wat het geloof is van de Indiaanse stammen. 